# Edward Hardwicke
Edward Hardwicke (født 7. august 1932 i London, England - død 16. maj 2011 i Chichester, West Sussex i England) var en engelsk skuespiller. Han var kendt som Henry FitzAlan i Elizabeth fra (1998), Sams bedstefar i Love Actually fra (2003), og Doktor Watson i tv-serien Sherlock Holmes fra (1984).